# Flower and Snake
Flower and Snake (花と蛇, Hana to hebi) è un film del 2004 scritto e diretto da Takashi Ishii.

## Distribuzione
Il film è uscito nelle sale italiane nel 2007 distribuito da Iguana Film e con divieto ai minori di 18 anni per via dell'altissimo contenuto esplicito, sia dal punto di vista della violenza che del sesso messo in mostra. A oggi non è reperibile la versione doppiata in Italiano, complice del fatto che non ha nemmeno mai avuto una vera e propria distribuzione home video.